# Râul Valea Rea, Nera
- Pentru alte râuri omonime, vedeți pagina de dezambiguizare Valea Rea.

Râul Valea Rea este un curs de apă, afluent al râului Nera. 